# Gymnobucco sladeni
El barbudo de Sladen (Gymnobucco sladeni) es una especie de ave en la familia de los barbudos africanos (Lybiidae).
Se encuentra en la República del Congo, República Centroafricana y la República Democrática del Congo.